# Aspergillus terricola
Aspergillus terricola är en svampart som beskrevs av Marchal & É.J. Marchal 1893. Aspergillus terricola ingår i släktet Aspergillus och familjen Trichocomaceae.

## Underarter
Arten delas in i följande underarter:
- americanus
- indicus